# Сухој Су-21
Сухој Су-21/С-21 (рус. Сухой Су-21/С-21) је пројект суперсоничног путничког пословног авиона развијеног у ОКБ Сухој, а у сарадњи са компанијама Gulfstream, Dassault као и неколико кинеских компанија. Авион је још и познат под именом енгл. Sukhoi-Gulfstream S-21 — Сухој-Голфстрим С-21. 

## Пројектовање и развој
Имајући велико искуство у пројектовању суперсоничних борбених авиона, а пратећи дешавања са путничким суперсоничним авионима Ту-144 и Конкорд у ОКБ Сухој су 1989. године на иницијативу М. П. Симонова, под управом М. А. Погосјана почели рад на пројекту два путничка суперсонична авиона под називом С-21 (мали путнички пословни авион) и С-51 (велики путнички авион). Пројектним задатком је било дефинисано: долет 7.400 до 9.000km (жеља је била да се повежу било које две светске метрополе непекидним летом), брзина 1,8 до 2,2 Маха, авион С-21 са 5 до 8 путничких места, а С-51 са 30 до 50 путника. Пошто се у експлоатацији Т-144 и Конкорда испоставило да суперсонични авиони са 100 путника нису рентабилни, тежиште рада је било пребачено на пројект С-21 малог суперсоничног пословног авиона. Његови потенцијални купци су пре свега велике мултинационалне компаније којима је време скупље од суперсоничног авиона, затим државници и политичари, услужне авио-компаније, као и онима који смартају да је поседовати и користити суперсоничан авион ствар престижа.
Пројект оваквог авиона је изузетно скуп пројект и док је постојао СССР и државна потпора овом пројекту, трајали су и радови на њему. По распаду Совјетског Савеза радови су настављени 1990. захваљујући сарадњи са америчком фирмом Gulfstream Aerospace Corporation једној од најпознатијих светских компанији за производњу пословних авиона. Тада је планирано да због ограничења буком и аерозагађењем у авион буду уграђени британски мотори Ролс Ројс енгл. Rolls-Royce уместо руских, а пројект је захваљујући тој сарадњи добио назив енгл. S-21 Sukhoi-Gulfstream. Због великих трошкова Gulfstream се 1992. године повукао из пројекта па је ОАО Сухој наставио сам даље да ради на том пројекту, покушавајући да у то укључи француског произвођача Дасо Ејвијејшон фр. Dassault Аviation и неке кинеске фирме. У међувремену су и руску произвођачи мотора извршили усавршавање мотора тако да у потпуности задовољавају све западне стандарде у погледу аеро-загађења (смањена је емисија штетних гасова) и буке.

### Технички опис
Сухој Су-21 је суперсонични пословни путнички авион са 6 до 10 путничких седишта. Број седишта и унутрашња опрема авиона се ради према жељама купца. Посаду авиона сачињавају два члана пилот и копилот. Аеродинамичка испитивања су завршена и авион је оптимализован тако да буде веома економичан и при суперосничним и субсоничним брзинама као и да интензитет ударног таласа буде минимализован. Према тврдњама неких стручњака ниво буке код овог авиона треба да буде четири пута нижа него што је то била код Конкорда. У плану су две варијанте овог авиона са два или три мотора као и могућност да купац изабере мотор из западне производње. Предвиђено је да авион има увлачећи стајни трап система „трицикл“ са предњом носном ногом, на свакој нози се налазе близанци точкови са нископритисним гумама (избор гума такође може да одреди купац). Унутрашњост кабине пилота авиона је ергономски прилагођена пилотима, са удобним седиштима, авионика је Honeywell опрема је таква да омогућава лет у свим временским условима у било које доба дана.

### Варијанте
- Су-21-1 - пројект авиона Су-21 са 2 мотора  потиска 115 kN сваки,
- Су-21-2 - пројект авиона Су-21 са 3 мотора  потиска 73,55 kN сваки,

## Оперативно коришћење
Услед недостатка финансијских средстава пројект није окончан, а тренутна судбина овог пројекта је нејасна. Овај авион у техничком погледу испуњава све услове за суперсоничне путничке авиона друге генерације, пре свега у погледу буке и аеро-загађења, а тренутно се воде преговори о стварању међународног конзорцијума за израду авиона Сухој Су-21.